# Перехід трубопроводу

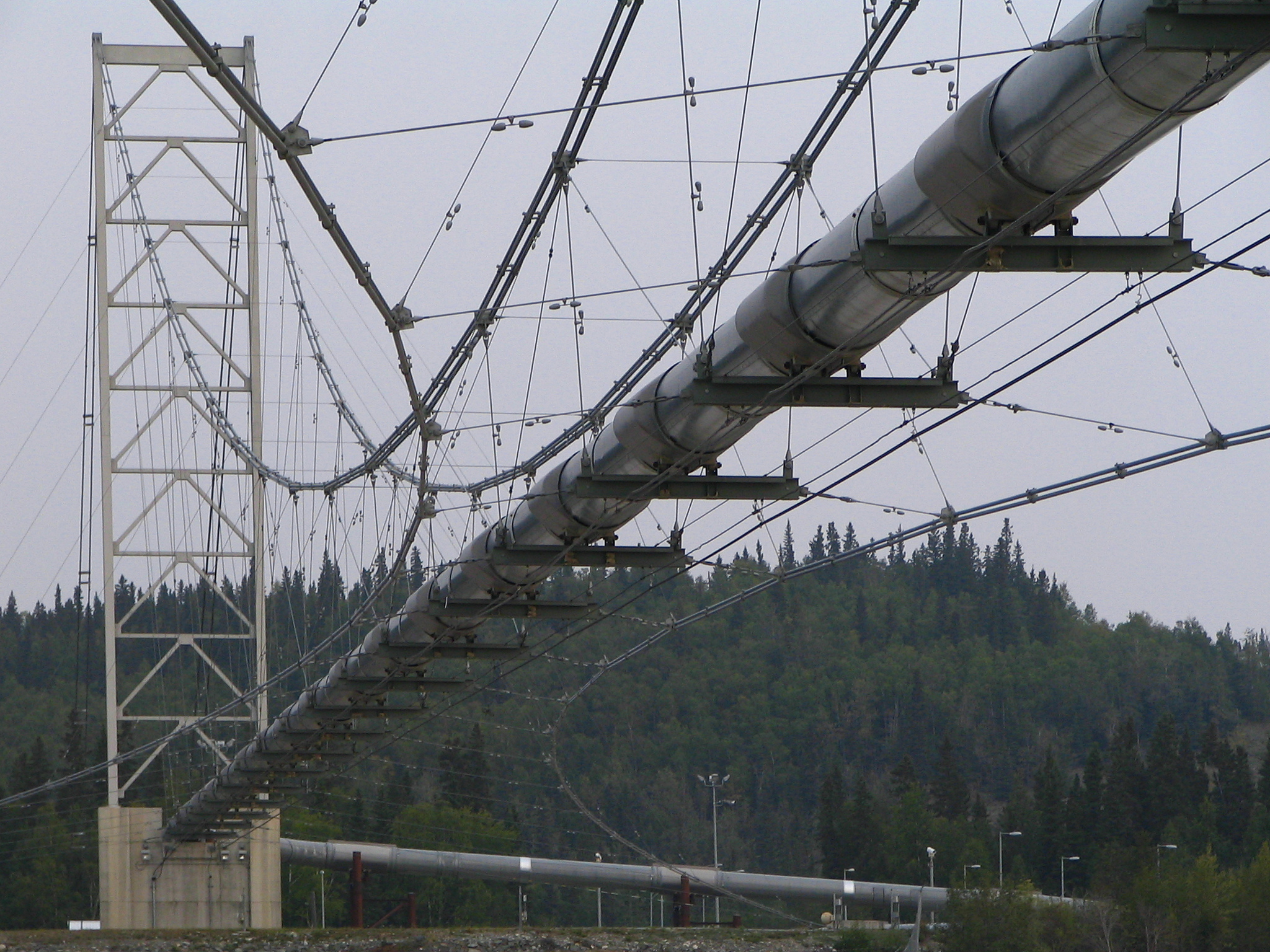
Перехід трубопроводу на "Alaska Pipeline"

Перехі́д трубопро́воду пові́тряний (підво́дний) (рос. переход трубопровода воздушный (подводный); англ. aerial (underwater) crossing of a pipeline, нім. Luft- (submarine) Freileitung f — перетин трубопроводом водних або інших перешкод з допомогою естакад і спеціальних мостів (або укладанням по дну річки, озера, моря).